# Austin 18
Der Austin 18 war ein Wagen der oberen Mittelklasse, den die Austin Motor Cie. 1938 als Nachfolger des Austin 16 herausbrachte.
Er hatte einen Sechszylindermotor mit 2510 cm³ Hubraum und 65 bhp (48 kW) Leistung. Es gab ein kurzes (2870 mm Radstand) und ein langes (3124 mm Radstand) Fahrgestell, jeweils mit viertürigem Limousinenaufbau. Die Höchstgeschwindigkeit lag bei 105 km/h.
Bereits nach einem Jahr wurde die Produktion des Modells eingestellt. Ein Nachfolger erschien erst 1954 mit dem Austin A90 Westminster.